# Isprinsessan
A Princesa de Gelo - em sueco Isprinsessan - é um livro da escritora sueca Camilla Läckberg, publicado em 2003 pela editora Warne. 

A tradução brasileira foi editada pela Planeta do Brasil em 2010, e a tradução portuguesa pela Biis em 2013. 